# 状元第巷唐氏民居
状元第巷唐氏民居，位于中华人民共和国浙江省金华市兰溪市云山街道状元第巷4号，在兰溪城隍庙西侧，明代尚书、正德进士唐龙（1477—1546年）及嘉靖状元唐汝楫父子居住于此，此后为唐氏后代子孙世居。现存建筑承启堂，建于清末，额枋等处雕刻精美。
1997年9月2日，状元第巷唐氏民居公布为第四批兰溪市文物保护单位。